# Brylle Kamen
Frank David Brylle Kamen (Clamart, 21 aprile 1988) è un ex cestista francese con cittadinanza camerunese.

## Carriera
Con il Camerun ha disputato i Campionati africani del 2017.